# Приселці (Варненська область)
Присе́лці (болг. Приселци) — село у Варненській області Болгарії. Входить до складу общини Аврен.

## Населення
За даними перепису населення 2011 року у селі проживали 1175 осіб.
Національний склад населення села:
| Національність   | Кількість осіб | Відсоток |
| ---------------- | -------------- | -------- |
| болгари          | 1035           | 93,2%    |
| цигани           | 31             | 2,8%     |
| турки            | 18             | 1,6%     |
| інша             | 23             | 2,1%     |
| не визначились   | 4              | 0,4%     |
| Всього відповіли | 1111           |          |

Розподіл населення за віком у 2011 році:
Динаміка населення: